# Ballistix
Ballistix ist eine Sportsimulation eines fiktionalen Sports für Amiga und Atari ST, die von Martin Edmondson entwickelt und 1989 von Psyclapse veröffentlicht wurde. Sie wurde noch im selben Jahr auf zahlreiche andere Heimcomputersysteme portiert.

## Spielprinzip
Der Spieler steuert auf dem Spielfeld einen Cursor der einen Strahl aus kleinen Bällen auf einen Puck schießt. Diese Bälle sind Munition und verbrauchen sich durch Schüsse, füllen sich aber langsam von selbst wieder auf. Wenn die Bälle den Puck treffen, bewegen sie ihn in eine Richtung. Ziel ist es, den Puck dadurch in Richtung des gegnerischen Tors zu manövrieren und im Tor zu versenken. Der gegnerische Spieler versucht dasselbe mit dem gegenüberliegenden Tor des anderen Spielers.
Im Einzelspieler-Modus führt Schwerkraft dazu, dass der Puck stets aus das eigene Tor zufällt.
Es gibt 130 Spielfelder. Das Spiel beginnt mit recht einfachen Spielfeldern, wird dann aber zunehmend Schwieriger durch verschiedene Hindernisse auf den Spielfeldern, die den Puck ablenken, beschleunigen oder versetzen können. Auch gibt es im späteren Spielverlauf Labyrinthe durch die der Puck hindurchmanövriert werden muss.
Ein Spielfeld ist abgeschlossen bzw. ein Spiel gewonnen, wenn ein Spieler drei Tore erzielt hat.

## Technik
Der sichtbare Spielausschnitt ist eine Aufsicht auf immer den Teil des Spielfelds, in dem sich der Puck befindet.

## Produktionsnotizen
Das Spiel wurde zuerst von Martin Edmondson für den Amiga und Atari ST programmiert. Es ist dann auf den MS-DOS Heimcomputer und Commodore 64 portiert worden. Diese vier Versionen wurden von Psygnosis unter deren damaligem Sub-label Psyclapse veröffentlicht. Danach wurde das Spiel auf den BBC Micro und den Acorn Electron von Peter Scott portiert und dort von Superior Software veröffentlicht. 1991 wurde es noch für die PC Engine portiert und veröffentlicht.
Das Coverbild des Spiels wurde ursprünglich für den 1981 erschienenen Roman The Steel Tsar sowie für das 1974 erschienene Album Rocka Rolla der Band Judas Priest verwendet.

## Rezeption
Ballistix erhielt überwiegend positive Kritiken. Dabei wurden das ansprechende Spielprinzip, die Idee sowie die gute grafische Umsetzung gelobt. Kritisiert wurde, dass viele der Level wenig kreativ waren und viel Potential ungenutzt ließen. Die Power Play wertete mit 56 % Spielspaß, da der Einzelspielermodus „die Wettkampf-Atmosphäre der Zwei-Spieler-Duelle nicht rüberbringt“.